# هیتی (داکوتای جنوبی)
هیتی(به انگلیسی: Hayti) شهری در ایالت داکوتای جنوبی کشور ایالات متحده آمریکا است که جمعیت آن در سرشماری سال ۲۰۱۰ میلادی، ۳۸۱ نفر بوده‌است.